# Шанхайски рицари
Шанхайски рицари (на английски: Shanghai Knights) е американски филм, комедия от 2003 година. В главните роли участват Джаки Чан и Оуен Уилсън. Действието във филма се развива през 1887 година. Рой (Уилсън) и Чон (Чан) се събират отново в този филм, който е продължение на „Шанхайско слънце“. След ръкопашен двубой с няколко нюйоркски полицаи, двамата заминават за Лондон. Чон иска да отмъсти за смъртта на баща си, който е убит от китайски предател. Сестрата на Чон се опитва да обясни, че има заговор срещу кралското семейство, но никой не ѝ вярва. Когато тя се присъединява към брат си, той трябва да я държи далече от Рой, който има слабост към жените.